# Il corsaro
Il corsaro (deutscher Titel: Der Korsar) ist eine Oper (Originalbezeichnung: „Melodramma tragico“) in drei Akten von Giuseppe Verdi. Das Libretto von Francesco Maria Piave basiert auf Lord Byrons dramatischem Gedicht The Corsair. Die Uraufführung der Oper fand am 25. Oktober 1848 in Abwesenheit des Komponisten am Teatro Grande in Triest statt.

## Handlung

### Historischer Kontext
Nachdem das Osmanische Reich 1453 Konstantinopel und einen Großteil des Balkans erobert hatte, besaß es zunächst die Vorherrschaft im östlichen Mittelmeerraum. Nach dem Ende der spanischen Reconquista unter Ferdinand und Isabella entstanden aus Vertriebenen und Flüchtlingen in der Zeit Karls V. verschiedene Gruppierungen von Korsaren, die sich an der nordafrikanischen Küste niederließen. Nachdem sie sich 1529 dem türkischen Sultan unterstellt hatten, waren sie bis zum 19. Jahrhundert gefürchtete Seeräuber im westlichen Mittelmeerraum, die auch Sklavenhandel betrieben. In der Oper dagegen sind die Korsaren eher Piraten und erbitterte Feinde der Muslime. Sie haben ihr Hauptquartier auf einer Insel in der Ägäis und unterstützen die christliche Seite. Die Oper spielt im 19. Jahrhundert, eine genauere zeitliche Einordnung ist nicht möglich.

### Erster Akt
Erstes Bild: Korsareninsel im Ägäischen Meer, Bucht, umgeben von steilen Felsen
Nach einem kurzen Vorspiel besingen die Korsaren ihr gesetzloses Leben. Corrado, ein Mann edler Herkunft, der sich den Piraten angeschlossen hat, empfängt eine Botschaft der griechischen Widerstandsbewegung, dass die osmanische Flotte in Coron geankert hat. Er beschließt, selbst das Kommando zu übernehmen und gegen den „Musulman“, Pascha Seid zu kämpfen.
Zweites Bild: Medoras Gemach in einem alten Turm
Medora wird von Vorahnungen geplagt und nimmt Abschied von Corrado. Als ein Kanonenschuss vom Hafen dröhnt, der zum Aufbruch mahnt, versucht sie vergeblich, Corrado zurückzuhalten.

### Zweiter Akt
Erstes Bild: Gemach in Seids Harem
Ein Chor der Odalisken besingt Gulnaras Glück, dass sie der Liebling des Paschas Seid ist. Gulnara dagegen verabscheut Seid und sehnt sich nach ihrer Heimat. Ein Eunuch überbringt ihr die Nachricht, dass sie vom Pascha erwartet wird.
Zweites Bild: Strand des Hafens von Coron, Pavillon, Blick auf die osmanische Flotte
Osmanische Soldaten und Anführer preisen in einem Chor Allah und feiern bereits verfrüht den Sieg über die Korsaren. Seid, der hinzugekommen ist, wird von einem Sklaven unterrichtet, dass ein Derwisch aus der Hand der Korsaren entkommen konnte. Dieser ist niemand anderer als der verkleidete Corrado, der Seid scheinbar um Schutz bittet. Im darauf folgenden Finale bricht ein von den Piraten gelegtes Feuer in der osmanischen Flotte aus, das rasch auf den Harem übergreift. Seid erkennt in Corrado einen Spion. Dieser wirft seine Verkleidung ab und stachelt seine Gefolgsleute an, die Muslime niederzumetzeln. Als aus dem Harem Hilferufe von Gulnara und anderen ertönen, eilt Corrado mit den Piraten zu Hilfe und rettet die Frauen. Die Osmanen können sich in der Zwischenzeit neu formieren und umzingeln die Piraten, von denen nur wenige entkommen. Corrado muss sich ergeben, und Seid verurteilt ihn zu einem qualvollen Tod. Die Odalisken und Gulnara, die längst ihren Retter liebt, flehen um Gnade.

### Dritter Akt
Erstes Bild: Seids Gemächer
Seid äußert seine Befriedigung über den baldigen Tod Corrados, argwöhnt aber, dass sich seine geliebte Gulnara in ihn verliebt hat. In einem Duett setzt sich Gulnara vergebens bei Seid für Corrados Leben ein.
Zweites Bild: Inneres des Gefängnisturms
Corrado, mit Ketten behangen, sinniert über seinen baldigen Tod und Medoras Unglück. Gulnara besucht den Gefangenen und bietet an, ihm zur Flucht zu verhelfen. Sie hat bereits die Wachen bestochen, und ein schnelles Schiff würde beide am Strand erwarten. Als sich Corrado weigert, eilt sie mit einem Dolch in der Hand davon. Bei ihrer Rückkehr teilt sie Corrado mit, dass sie Seid im Schlaf ermordet hat. Beide fliehen auf das wartende Schiff.
Drittes Bild: Korsareninsel, felsige Bucht, wie am Anfang der Oper
Medora hat von den zurückgekehrten Piraten erfahren, dass Corrado in Gefangenschaft geriet. Sie glaubt an seinen Tod und hat in ihrer Verzweiflung Gift genommen, um wenigstens im Tod bei ihm zu sein. Das Schiff mit Corrado und Gulnara an Bord ist inzwischen angelangt. Bei ihrem Wiedersehen gesteht Medora Corrado, dass sie sterben wird. Medora dankt Gulnara für Corrados Rettung, bevor sie in seinen Armen stirbt. Corrado stürzt sich ins Meer. Gulnara bricht zusammen.

## Instrumentation
Die Orchesterbesetzung der Oper enthält die folgenden Instrumente:
- Holzbläser: zwei Flöten (2. auch Piccolo), zwei Oboen, zwei Klarinetten, zwei Fagotte
- Blechbläser: vier Hörner, zwei Trompeten, drei Posaunen, Cimbasso
- Pauken, Schlagzeug: Große Trommel, Becken, Triangel, Kanonen, Donnermaschine
- Harfe
- Streicher

## Werkgeschichte

### Entstehung
Verdis erste Beschäftigung mit Byrons The Corsair geht auf das Jahr 1845 zurück. Nach der Komposition des Attila, der im März 1846 uraufgeführt wurde, hatte sich Verdis Gesundheitszustand so sehr verschlechtert, dass er alle Verpflichtungen absagen musste und sich in den Erholungsort Recoaro zurückzog. Francesco Maria Piave, der längst ein Libretto für Il corsaro erstellt hatte, glaubte daraufhin, dass Verdi das Interesse an der Oper verloren hätte, und bat ihn, das Libretto zurückzuschicken. Verdi reagierte beinahe empört und schrieb, dass er längst mit der Komposition angefangen und einige seiner Lieblingspassagen vertont habe, wie das Gefängnisduett und das Terzett im letzten Akt. Trotzdem stellte Verdi die weitere Komposition zurück und komponierte stattdessen nach der Bekanntschaft mit dem Dichter Andrea Maffei auf dessen Libretti die Opern Macbeth nach Shakespeare und I masnadieri (Die Räuber) nach Schiller, die er bei der Londoner Uraufführung im Juli 1847 selbst dirigierte. Verdi zögerte weiter, Il corsaro zu vollenden, obwohl er bereits verschiedene Szenen ausgearbeitet hatte. Stattdessen überarbeitete er die Lombardi für die Aufführung in Paris, die am 26. November 1847 unter dem Titel Jérusalem stattfand.
Verdi wandte sich erst danach wieder der Komposition von Il corsaro zu. Er hielt sich zu dieser Zeit der europaweiten Revolutionen und der italienischen Unabhängigkeits- und Einigungsbestrebungen noch in Paris auf. Piave diente als Soldat auf Seiten der Republik Venedig, sodass Verdi keine Möglichkeit hatte, das Libretto im Sinne seines gereiften dramatischen Verständnisses zu beeinflussen.
Verdi hatte längst die Begeisterung für den Stoff verloren, musste aber den Kontrakt mit dem Verleger Francesco Lucca erfüllen, dem er 1845 drei Opern versprochen hatte. Verdi schickte ihm 1848 nach der eher übereilten Fertigstellung die ausgearbeitete Partitur aus Paris und schrieb dazu, dass er damit machen könne, was er wolle. Daraufhin setzte Lucca den 25. Oktober 1848 als Tag der Uraufführung in Triest an. Trotz Einladung und guter Sänger war Verdi, der sich längst von dem Werk distanziert hatte, nicht bereit, zur Premiere zu kommen.

### Rezeption und musikalische Einordnung
In der Uraufführung sangen Gaetano Fraschini (Corrado), Marianna Barbieri-Nini (Gulnara), Achille de Bassini (Seid) und Carolina Rapazzini (Medora). Die Oper war kein Erfolg und wurde von der Kritik verrissen. Nur wenige Bühnen spielten das Werk nach.
Ein späterer Kritiker meinte, dass Jérusalem und Il corsaro „die am wenigsten gewissenhaften Produkte“ in Verdis Schaffen waren. Dies trifft jedoch nur bedingt zu. Verdi hatte in der Oper viel älteres Material aus 1845/46 verwendet, da er zu diesem Zeitpunkt bereits mit der Komposition begonnen hatte. So gibt es im Korsaren konventionelle Stellen und Passagen, die bereits in andere Opern eingeflossen waren, wie in I masnadieri (Die Räuber). Beispielsweise ist die Melodie von Corrados Si: de’ corsari il fulmine (erster Akt, Chor, Szene und Arie) identisch mit Carlo Moors Nell’argilla. Daneben gibt es in der Oper aber auch Stellen, die innovativ wirken, wie die Geigen- und Cellosoli zu Beginn der Kerkerszene im dritten Akt. Zudem weisen viele Stellen auf den gereiften Verdi hin, wie die Traviata-ähnliche Phrase vor Medoras erster Szene. Trotz dieser Uneinheitlichkeit ist die Oper nach Meinung des Verdi-Biographen Julian Budden an keiner Stelle langweilig und „nicht so unbedeutend, wie uns frühere Autoren haben annehmen lassen“.

## Diskographie (Auswahl)
- Gesamtaufnahme mit José Carreras (Corrado), Jessye Norman (Medora), Montserrat Caballé (Gulnara), Gian Piero Mastromei (Seid), John Noble (Selimo), Ambrosian Singers, Philharmonia Orchestra unter Lamberto Gardelli, Philips 1975.
- Gesamtaufnahme mit Zvetan Michailov, Arturo Cauli, Michela Sburlati, Adriana Damato, Renato Bruson, Gianluca Floris, Marcelo Puente, Chor und Orchester des Teatro Regio Parma unter Renato Palumbo, Dynamic 2004, auch als DVD.